# 슈어 직교 관계
군 표현론에서 슈어 직교 관계(Schur直交關係, 영어: Schur orthogonality relation)는 유한군이나 보다 일반적으로 콤팩트 위상군에서 성립하는, 표현들의 성분 또는 지표 사이의 일련의 직교 관계에 대한 정리이다.

## 정의
{\displaystyle G}가 콤팩트 위상군이라고 하자. 이러한 군은 좌·우 하르 측도가 일치하며, 군의 총 측도가 1이 되게 (즉, 확률 공간이 되게) 규격화할 수 있다.
그렇다면, {\displaystyle G}의 복소수 연속 기약 표현들의 (동형류의) 집합을 {\displaystyle \{\pi _{\alpha }\}_{a\in I}}라고 하자. 이들은 연속 군 준동형
{\displaystyle \pi _{\alpha }\colon G\to \operatorname {GL} (V_{\alpha })}
이며, {\displaystyle V_{\alpha }}는 모두 유한 차원 복소 벡터 공간이다. 또한, 각 {\displaystyle V_{\alpha }}에 기저를 주어, 유한 차원 복소 힐베르트 공간으로 만들자. {\displaystyle V_{i}}의 정규 직교 기저를 {\displaystyle \{|e_{i}\rangle \}_{i=1,\dots ,\dim V_{\alpha }}}라고 하자.
그렇다면, 다음이 성립한다.
{\displaystyle \int _{G}{\overline {\langle e_{i'}|\pi _{\alpha '}(g)|e_{j'}\rangle }}\langle e_{i}|\pi _{\alpha }(g)|e_{j}\rangle \,dg={\frac {1}{\dim V_{\alpha }}}\delta _{\alpha ,\alpha '}\delta _{i,i'}\delta _{j,j'}}
따라서, 지표에 대해서는 다음이 성립한다.
{\displaystyle \int _{G}{\overline {\operatorname {tr} \pi _{\alpha '}(g)}}\operatorname {tr} \pi _{\alpha }(g)\,dg=\delta _{\alpha ,\alpha '}}

### 유한군에 대한 슈어 직교성
{\displaystyle G}가 (이산 위상의) 유한군이라고 하자. 이 경우, 하르 측도는 셈측도에 비례한다.
이 경우, 다음이 추가로 성립한다. 임의의 {\displaystyle g,h\in G}에 대하여,
{\displaystyle \sum _{\alpha \in I}{\overline {\operatorname {tr} \pi _{\alpha }(h)}}\operatorname {tr} \pi _{\alpha }(g)=|C_{G}(g)|\delta _{[g],[h]}}
여기서 {\displaystyle [g],[h]\in \operatorname {Cl} (G)}는 군의 원소의 공액류이며, {\displaystyle |C_{G}(g)|}는 {\displaystyle g}의 중심화 부분군 {\displaystyle C_{G}(g)}의 크기이다.

## 역사
이사이 슈어가 유한군에 대하여 증명하였다.